# カナダの演劇
現代におけるカナダの演劇は、カナダにおける非常に多様で豊かな地域的及び文化的アイデンティティを反映するものとなっている。1960年代末以降、「カナダの劇作家」の声を育む協働が行われ、カナダの劇場の多くでカナダ人に焦点を当てた演目が上演されている。 こうした「カナダの声」のなかでは複数のパースペクティヴが存在し、それはファースト・ネーション、新しい移民、フランス系カナダ人、セクシュアルマイノリティなどの視点である。多数の劇団がこうした声をとくに支えるために立ち上げられている。

## 初期のカナダ演劇
ノヴァスコシアのアナポリス湾はカナダにおけるフランス語及び英語両方の演劇を生み育てた場所である。テアトル・ド・ネプチューヌは北アメリカではじめてのヨーロッパ系演劇プロダクションであった。カナダにおける英語の演劇もアナポリスロイヤルではじまった。ノヴァスコシアのフォート・アンではプリンス・オブ・ウェールズの誕生日に芝居が上演されていた。1733年1月20日土曜日にウェールズ公フレデリック・ルイスの誕生日を祝うため、駐屯していた軍人たちがジョージ・ファーカーの『募兵将校』を上演したという。ポール・マスカレンはノヴァスコシア総督だった時期にモリエールの芝居『人間嫌い』をフランス語から英語に翻訳し、1743年から1744にかけて複数の上演を行った。タイトル不明の芝居が1748年1月20日にやはりプリンス・オブ・ウェールズの誕生日祝いとして上演されており、これは同年2月2日に再演されている。

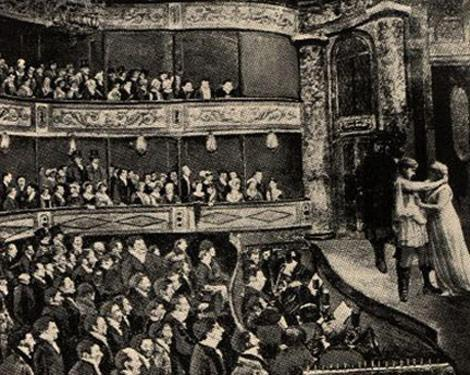
1825年、モントリオールのシアター・ロイヤルでのジョン・モルソンのパフォーマンス

テルボンヌのアントワン・フーシェ(1717-1801、ルイ＝シャルル・フーシェの父)はカナダ発のフランス語劇場のオーナーとなった。1774年にさまざまなイギリスの様々な軍人たちとともにフーシェははじめてモントリオールの自宅でモリエールの戯曲を上演した。他にも軍隊のために軍人が演じるショーが行われており、このため初期段階で舞台芸術と戦争が結びついていた。一般人にはこれを歓迎し、軍人にとっても戦争や日頃の軍事儀礼からの気晴らしとなった。
1825年以前にはモントリオールのダルハウジー・スクエアにあるヘイズ・ハウス・ホテルが劇場を持っており、ドイツのオーケストラやウィーンのダンスを舞台にかけていた。 ここが火事で燃えた後、ジョン・モルソンが1825年にシアター・ロイヤルを建て、シェイクスピアや王政復古の劇作家の作品をかけた。1000人ほどの観客を収容でき、サーカスやコンサートにも使われた。1844年に取り壊されてかわりにボンスクール・マーケットができるまでに、エドマンド・キーンやチャールズ・ディケンズがここでパフォーマンスを行った。
西部ではサー・ジェームズ・アレクサンダー・ローヒードにより、グランド・シアターが1912年にカルガリーに建てられた。グランドはカルガリーにおける多くの芸術組織にとって最初の基地となり、演劇、オペラ、バレエ、薨去曲のコンサート、映画などがカルガリーではじめてここで公演された。1960年代初めまで、この劇場はカルガリーにおける社会的、文化的、政治的な生活の中心地とみなされていた。グランド・シアターは2004年に取り壊されそうになったが、シアター・ジャンクションと劇団ディレクターのマーク・ロウズの助けにより保存されることになった。
1929年からマーサ・アランがモントリオール・レパートリー・シアターを始め、のち共同でドミニオン・ドラマ・フェスティバルも設立した。アランはアマチュア演劇が大嫌いであったが、アメリカの影響を受けた映画館の迅速な拡大によりモントリオール及びカナダ全体のライブ演劇が脅かされていた時、アランの活力はカナダのリトル・シアター運動の先駆けとなった。アランはほとんどひとりで現代カナダのプロフェッショナルな演劇の基盤を築いた。
ケベックでは17世紀の末頃からカトリック教会による検閲が習慣的に行われており、宗教や歴史を題材としたものばかりが上演されていた。1930年代末にグラシアン・ジェリナがケベックのおどけ者の少年を主人公とした戯曲『フリドラン』をラジオと舞台の両方で発表し、これは地域の身近なものごとを題材とする現代的な作品であった。この作品は大ヒットし、ケベック演劇の本格的な始まりとなったと言われている。

## 1950年代から1960年代
1950年代から60年代にかけていくつかの重要な劇場や舞台芸術祭が創設された。1953年にはトム・パターソンがストラトフォードでシェイクスピアの作品を中心に上演する舞台芸術祭、ストラトフォード・フェスティバルを設立した。1958年にはジョン・ハーシュがウィニペグでマニトバ・シアター・センターを作った。1962年にはナイアガラオンザレイクでバーナード・ショーを中心に上演するショー・フェスティバルが立ち上げられた。
1960年代のケベックではカトリック教会による検閲が力を失い、「静かな革命」の影響で活発な芸術活動が行われるようになるとともに、ケベック人としてのアイデンティティを探求するような作品が発表されるようになった。1965年にモントリオールのワーキングクラスの方言ジュアルを用いて『義姉妹』を執筆したミシェル・トランブレは次々とケベック人の暮らしを活写した作品を発表し、ケベックのみならずカナダを代表する劇作家となった。1965年にはモントリオールに劇作家センター(CEAD)が作られ、劇作家の支援やフランス語戯曲の英語への翻訳などを行うようになった。

## 1970年代
1967年にカナダの建国百年祭が行われ、国民の文化的アイデンティティを開拓する必要性が徐々に認識されるようになった。こうして1970年代にカナダの劇作家の作品の発展と上演に貢献すべく複数の演劇組織が立ち上げられることとなった。ファクトリー・シアター、タラゴン・シアター、グレート・カナディアン・シアター・カンパニーなどがその例である。1970年にトロントにできたタラゴン・シアターはケベック出身のウィリアム・グラント・グラスコとジェーン・ゴートンの夫妻によって設立され、ミシェル・トランブレをはじめとする英語圏とフランス語圏、両方のカナダの作家の作品を上演した。1970年代にポール・トンプソンがテアトル・パス・ミュライユのディレクターをつとめ、特徴的なスタイルを持つ作品をいくつも制作して全国的に知られるようになった。
1971年にカナダの劇作家グループがガスペ・マニフェストを出し、公的資金が投入されたプログラムの少なくとも半数をカナダの作品にするよう訴えた。数値目標は達成できなかったが、その後カナダの作品の上演は増加した。

## 1980年代から1990年代
1980年代から1990年代にはカナダ中で実験的な劇団が盛んに活動するようになったが、その多くは特定の場所を想定し、観客を上演に没入させるようなテクニックを探求していた。トロントDNAシアターやヴァンクーヴァー・ラディックス・シアターなどがこの例である。
1980年代以降のケベックでは芸術家本人のアイデンティティをテーマとした作品が多くなり、女性やセクシュアルマイノリティ、先住民や移民などを扱った作品が増え、複数の著名な演劇人が登場した。のちに世界的な演出家となり。「今世紀における最も重要な舞台演出家の一人」「映像の魔術師」と評されるようになるロベール・ルパージュは1980年代に活動を開始し、1986年には東洋系の移民をテーマとした『ドラゴンズ・トリロジー』を発表した。1994年には劇団「エクス・マキナ」を創設し、『HIROSHIMA 太田川七つの流れ』を上演した。ルパージュは英語とフランス語のバイリンガルであり、一人芝居を作ったり、他アーティストの委嘱を受けた制作も行うなど、多彩な活動を展開している。英語が優勢であるカナダにおいてケベック演劇は「ビジュアル・インパクトの強い舞台」により観客にアピールしようとする傾向があり、ルパージュはその代表例と見なされている。ミシェル・マルク・ブシャールは1987年に『Lilies』(Les feluettes)を発表したが、この作品は日本を含めた多数の国で上演され、1996年には『百合の伝説 シモンとヴァリエ』として映画化された。ブシャールはカナダのフランス語圏を代表する劇作家のひとりとなり、2011年に発表した『農場のトム』(Tom à la ferme)も2013年にグザヴィエ・ドランにより『トム・アット・ザ・ファーム』として映画化された。レバノンのベイルート出身でケベックに移民したワジディ・ムアワッドは1990年代より頭角をあらわし、作品がテアトル・パス・ミュライユやオタワのナショナル・アーツ・センター、タラゴン・シアターなどで上演された。ムアワッドの代表作『焼け焦げるたましい』は『灼熱の魂』として2010年にドゥニ・ヴィルヌーヴにより映画化されている。
シルク・ドゥ・ソレイユは1984年頃から活動を開始しており、モントリオールを拠点として、大道芸人の小規模なサーカス組織から「カナダを代表するユニークな国際的文化産業」にまで発展を遂げた。

## 2000年以降
2000年代には特定の文化にコミットする劇団が作られるようになった。たとえばオブシディアン・シアターは「黒人の声」を支援する劇団である。 fu-GENはアジア系カナダ人の作品を上演する。アラナ・シアターはラテン系カナダ人の芸術家に焦点をあてた劇団である。
トロントはニューヨークについて北米で演劇が盛んな都市であると言われている。2012年頃から、トロントではヴィデオファグやストアフロント・シアターなど、店舗のような建物に劇場をかまえるのが流行するようになった。

## 舞台芸術祭
2014年の時点で、カナダは他のどの国よりもフリンジ・シアター・フェスティバルを多数開催している。夏のフリンジは6月のサンタンブロワーズ・モントリオール・フリンジからはじまり、西部のほうで9月に開催されるヴァンクーヴァー・フリンジ・フェスティバルで終わるというようなスケジュールになっている。この中には北米最大の2つのフリンジ・フェスティバルであるウィニペグ・フリンジ・シアター・フェスティバルとエドモントン国際フリンジ・フェスティバルが含まれる。他のフリンジ・フェスティバルとしてはサスカトゥーン・フリンジ・シアター・フェスティバル、カルガリー・フリンジ・フェスティバル、ロンドン・フリンジ・シアター・フェスティバル、トロント・フリンジ・フェスティバル、アトランティック・フリンジ・フェスティバルなどがある。
フリンジ以外のフェスティバルとしては、ブリティッシュコロンビア州ヴァンクーヴァーで開かれるバード・オン・ザ・ビーチ・シェイクスピア・フェスティバル、オンタリオ州ストラトフォードで開かれるストラトフォード・フェスティバル、オンタリオ州ナイアガラオンザレイクで開かれるショー・フェスティバル、プリンスエドワード島シャーロットタウンで開かれるシャーロットタウン・フェスティバル、ノヴァスコシア州ハリファックスで開かれるシェイクスピア・バイ・ザ・シー、オンタリオ州オタワと他の都市が交替で開催するマグネティック・ノース・シアター・フェスティバル、サスカチュワン州サスカトゥーンで開かれるシェイクスピア・オン・ザ・サスカチュワン・フェスティバルなどがある。